# Burgija
Burgija je namenski alat za obradu materijala bušenjem. Najpoznatije burgije se zbog svog izgleda i oblika nazivaju spiralne burgije, međutim zavisno od materija koji se obrađuje, potrebno je odabrati različite burgije i postupke bušenja.
Burgije su rezni alati koji se upotrebljavaju za završnu obradu rupe i služe za finu obradu već postojećih rupa, tj za doterivanje glatkoće površine i postizanje veće tačnosti izbušenih rupa.
Burgija skida relativno mali sloj materijala sa relativno malom brzinom obrade. Alat postepeno, aksijalno ulazi u rupu. Burgija obrađuje samo prednjim konusnim (stožastim) delom, dok cilindrični deo služi kao vođica i za zaglađivanje rupa. Dužina konusnog dela zavisi o vrsti obrađivanog metala. Veća dužina konusnog dela daje lepšu i čistiju obrađenu površinu. Pravilan rad burgije zavisi od njene konstrukcije, izrade i načina upotrebe.
U radu se susreće puno vrsta i veliki broj burgija. Dele se prema konstrukciji zuba, vrsti materijala, načinu primene, obliku obrađivane rupe, načinu pričvršćivanja. Kod konusnih razvrtala javljaju se posebni uslovi sečenja zbog njihove konstrukcije. Garnitura se u principu sastoji od tri razvrtala:
- burgija služi za grubu obradu i ima zubaste bridove (zube);
- burgija ima sitne zube koji pri burgijanju lome strugotinu i služi za finu obradu;
- burgija ima ravne ili spiralne zube kontinuirano po celoj dužini brida i služi za najfiniju obradu.

## Bušenje metala
HSS-burgije sa izbrušenim vrhom prikladne su za metale koji ne sadrže gvožđe. To su aluminijum, bakar, mesing, cink i nelegirani čelik. Za plemeniti čelik prikladne su burgije od visokokvalitetnog čelika za brži rad sa legurom kobalta (HSS-E) ili su čak potrebne burgije sa slojem titana. One su skuplje od običnih HSS-burgija, ali zato omogućuju bušenje specijalnog čelika bez visokog trošenja burgije. 

## Bušenje drveta
Spiralne burgije za drvo imaju dugačak, tanak vrh u sredini koji služi za centriranje. Većinom se prave od legure hroma i vanadijuma .. Oni narezuju drvna vlakna, skidači strugotina koji se nalaze unutra čisto vade vlakna materijala. Za veće prečnike burgija najčešće se koriste Forstner-burgije, umetničke burgije ili burgije za rupe za okove. Za dublja bušenja u drvo koriste se Levis-burgije, vijugave burgije, čiji je vrh za centriranje dodatno je opremljen finim uvlačnim navojem.

## Bušenje betona
Za bušenje zidova od klinkera, opeke, betona, kamena i drugog tvrdog materijala burgija ima oštricu je opremljenu pločicom od tvrdog metala i obično je u oblika dleta budući da burgije zbog udarne energije moraju biti vrlo robusne. Potrebno je korišćenje vibracione bušilice ili hamer bušilice. Ako se zid sastoji od šupljeg kamena sa poroznim materijalom buši se samo rotaciono, dakle bez udaranja. Isto važi za porozne cigle i zidove od pločastih elemenata. 

## Spoljašnje veze
- Bosch kućna radinost: Saveti i trikovi, pristup 18. septembar 2012